# روستسلمش
روستسلمش (روسی: Ростсельмаш) شرکت ماشین‌آلات کشاورزی روسی است، که در سال ۱۹۲۹ تأسیس شد.